# 郭氏蛇鰻
郭氏蛇鰻，為輻鰭魚綱鰻鱺目糯鰻亞目蛇鰻科的其中一種，分布於西大西洋區，從美國麻州至巴西南部海域，棲息深度1-450公尺，體長可達91.4公分，棲息在泥底質海域，為底棲性魚類，屬肉食性，生活習性不明。